# Habronattus peckhami
Habronattus peckhami är en spindelart som först beskrevs av Banks 1921.  Habronattus peckhami ingår i släktet Habronattus och familjen hoppspindlar. Inga underarter finns listade i Catalogue of Life.